# マテオ・コヴァチッチ
マテオ・コヴァチッチ（Mateo Kovačić, 1994年5月6日 - ）は、オーストリア・リンツ出身のプロサッカー選手。プレミアリーグ・マンチェスター・シティFC所属。クロアチア代表。ポジションはミッドフィールダー。

## 経歴

### クラブ
クロアチア人移民の両親の下、オーストリアのリンツで生まれ、地元クラブのLASKリンツで競技生活を開始した。

#### ディナモ・ザグレブ
2007年、クロアチアのディナモ・ザグレブのユースチームに移籍。2010年11月20日に16歳と198日でプロデビューを果たす。この試合で先制点を挙げ、プルヴァHNLの最年少出場と最年少得点の2つの記録を更新した。2年目の2011-12シーズンにはレギュラーとしてリーグ戦24試合に出場し4ゴールを記録。チャンピオンズリーグでもグループリーグ初戦のレアル・マドリード戦に先発し、オリンピック・リヨン戦ではゴールを挙げた。

#### インテル・ミラノ
2013年1月31日、イタリアのインテル・ミラノへ移籍。契約は2017年までで、移籍金は最大1,500万ユーロと報じられている。しかしチームで自分に合ったポジションをみつけることができず、レアル・マドリードに移籍することが決まった。

#### レアル・マドリード
2015年8月18日、ラ・リーガのレアル・マドリードに移籍。契約期間は2021年までで移籍金は推定3,000万ユーロ。レアル・マドリード移籍については予てからコヴァチッチを称賛していた代表の先輩ルカ・モドリッチやセリエAでの指揮経験もあるラファエル・ベニテス監督の後押しもあったと報じられている。
移籍1年目の2015-16シーズンは、言語や環境への適応に苦しんだことや厚い選手層に阻まれたこともあり、リーグ戦25試合に出場するも先発はその内、8試合に留まった。チームのUEFAチャンピオンズリーグ優勝に貢献した。また2015年12月に行われたチャンピオンズリーグのマルメ戦でレアル・マドリードでの初ゴールを記録している。
2016-17シーズンは中盤の故障者の穴を埋めるパフォーマンスを披露し、重要な試合での先発起用も増えはじめ、UCL連覇に加えラ・リーガ優勝も経験した。
2017-18シーズンは、シーズン開幕時に行われたスーペルコパ・デ・エスパーニャではジダン監督にリオネル・メッシの徹底マークを命じられ、任務を遂行し、2連勝とタイトル獲得に大きく貢献した。チャンピオンズリーグでは決勝進出がかかったバイエルン・ミュンヘンとの準決勝2ndレグでチームの1点目の起点となる活躍を見せ、決勝戦出場はならなかったものの、チームのチャンピオンズリーグ3連覇に貢献した。しかし、シーズンが終了しロシアW杯後さらなる出場機会増加を求め移籍を志願した。

#### チェルシー
2018年8月8日、チェルシーはティボ・クルトゥワがレアル・マドリードに移籍した際の契約の一部として、出場機会を求めていたコヴァチッチと1年ローン移籍で合意したと発表した。チェルシーデビューはシーズン序盤のアーセナル戦。スタメンデビューはその後のアウェイでのニューカッスル戦となった。すぐさまマウリツィオ・サッリのスタイルに馴染むと、中盤3枚の左を務めた。リーグ戦32試合に出場、ヨーロッパリーグでも15試合中10試合スタメン出場で優勝に貢献した。途中出場ではさらに2試合でプレー。決勝のアーセナル戦でもプレーし、4-1の勝利に貢献、UEFAヨーロッパリーグを制覇した。個人としては4年連続でのUEFAクラブ大会優勝となった。
2019年7月1日、レアル復帰やインテル移籍が噂された中、チェルシーへの完全移籍が発表された。背番号は昨季と同じ17番。フランク・ランパード監督から信頼を得て定位置を掴んだ。チェルシーでは初めて、自身およそ3年ぶりとなるゴールもバレンシア戦で記録。リーグ戦31試合に出場し、組み立てや、ボールの引き出しなどゲームメーカーとして主力で活躍した。そして19-20シーズンのチェルシーの年間ベストプレイヤーに選ばれた。
2020-21シーズン、背番号をチェルシーのレジェンド、ランパードが背負っていた8番に変更した。クラブ通算100試合に出場。ハキム・ツィエクが右サイドから出したパスを折り返し、タミー・アブラハムの同点ゴールをアシストし4-1の逆転勝利に貢献した。2021年に入ると、自身の活躍、エンゴロ・カンテの負傷、そして監督の交代が重なり、チャンスを得た。UEFAチャンピオンズリーグ決勝、途中出場でチームの優勝に貢献した。
2021-22シーズン、UEFAスーパーカップのビジャレアル戦では120分間フル出場し、プレミアリーグ開幕戦ではスタメンで出場。でクリスタル・パレスに3-0で勝利し、トレヴォ・チャロバーの初ゴールをアシストした。2021年9月12日に行われたアストン・ヴィラ戦でロメル・ルカクのゴールをアシスト。その後自身も得点を記録し、チームの勝利に貢献した。2022年1月3日、リヴァプール戦でコーナーのこぼれ球をダイレクトボレーシュートでゴールを決めた。このゴールはプレミアリーグ月間最優秀ゴールに選出され、2021-22シーズン、チェルシーベストゴールになった。FAカップ3回戦のチェスターフィールド戦で初めてキャプテンを務め、5-1で勝利した。FIFAクラブワールドカップでは準決勝、決勝とともにプレーし、チェルシーの初の世界王者に貢献した。
2022-23シーズン、ウルヴァーハンプトン・ワンダラーズ戦では、アルマンド・ブロヤのチェルシー初ゴールをアシストした。レッドブル・ザルツブルク戦でミドルシュートを決め、チャンピオンズリーグ・決勝トーナメント進出を決める活躍をした。クラブ通算200試合に出場した。

#### マンチェスター・シティ
2023年6月28日、4年契約でマンチェスター・シティに移籍。

### 代表

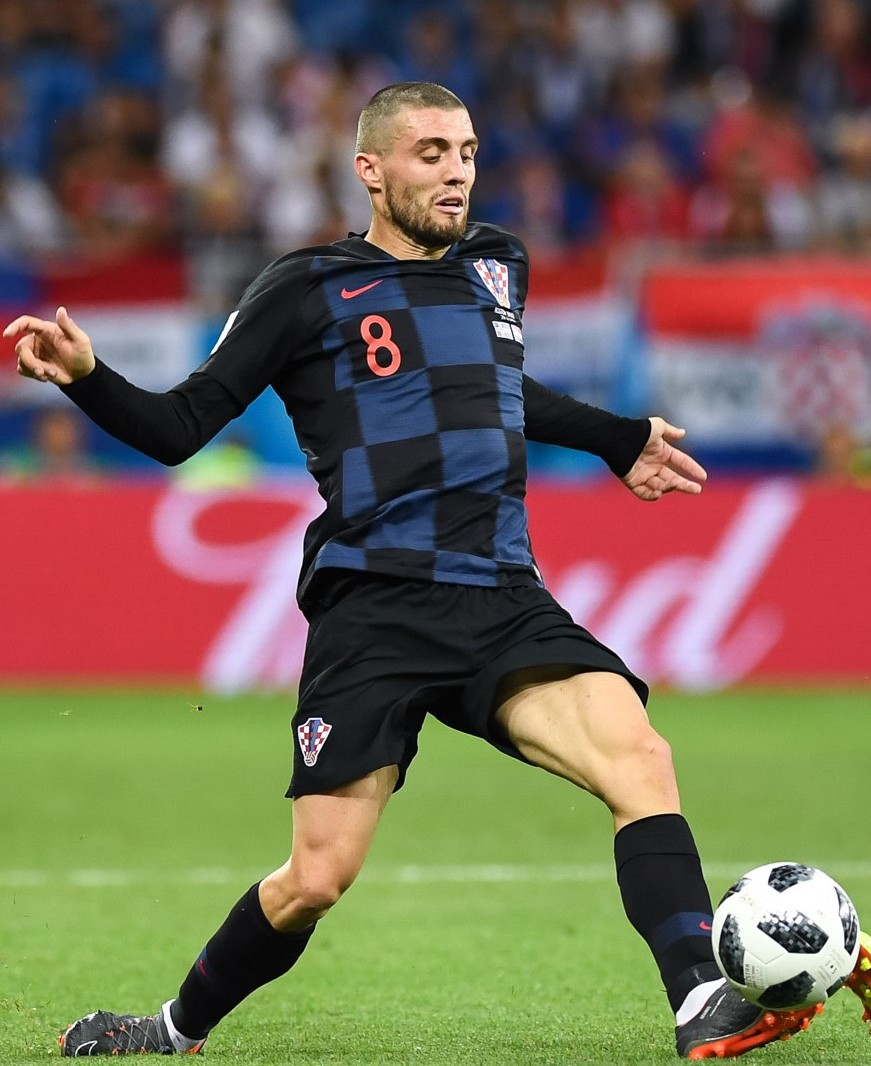
クロアチア代表でのコヴァチッチ（2018年）

年代別のクロアチア代表を経験。2012年8月にはA代表から招集を受けたが、怪我のためプレーすることはなかった。2013年3月22日、2014 FIFAワールドカップ・ヨーロッパ予選のセルビア代表戦でA代表デビューを果たした。2014 FIFAワールドカップではグループリーグの全3試合に出場した。2015年6月7日のジブラルタルとの親善試合で代表初得点を挙げた。
2018 FIFAワールドカップに出場し、アルゼンチン戦でイヴァン・ラキティッチのゴールをアシストし勝利に貢献、決勝でフランスに敗れたが準優勝を果たした。
2022 FIFAワールドカップにも出場。準決勝でアルゼンチンに敗れ3位決定戦にまわったが、モロッコに2-1での勝利に貢献。大会を3位で終えた。
2024年6月4日、北マケドニアとの親善試合で代表100試合出場を達成。この試合ではチームのキャプテンも務めた。
UEFA EURO 2024に選出

## プレースタイル
若い頃はドリブル突破やパスを持ち味とした攻撃的MFだったが、レアル・マドリード以降は高い走力と激しい球際でのプレーでチームを底上げしていくボランチやインサイドハーフで高い評価を得た。

## 個人成績

### クラブ
| 国内大会個人成績 | 国内大会個人成績   | 国内大会個人成績 | 国内大会個人成績 | 国内大会個人成績 | 国内大会個人成績 | 国内大会個人成績 | 国内大会個人成績 | 国内大会個人成績 | 国内大会個人成績 | 国内大会個人成績 | 国内大会個人成績 |
| 年度             | クラブ             | 背番号           | リーグ           | リーグ戦         | リーグ戦         | リーグ杯         | リーグ杯         | オープン杯       | オープン杯       | 期間通算         | 期間通算         |
| 年度             | クラブ             | 背番号           | リーグ           | 出場             | 得点             | 出場             | 得点             | 出場             | 得点             | 出場             | 得点             |
| クロアチア       | クロアチア         | クロアチア       | クロアチア       | リーグ戦         | リーグ戦         | リーグ杯         | リーグ杯         | オープン杯       | オープン杯       | 期間通算         | 期間通算         |
| ---------------- | ------------------ | ---------------- | ---------------- | ---------------- | ---------------- | ---------------- | ---------------- | ---------------- | ---------------- | ---------------- | ---------------- |
| 2010-11          | ディナモ・ザグレブ | 8                | プルヴァHNL      | 7                | 1                | -                | -                | 2                | 0                | 9                | 1                |
| 2011-12          | ディナモ・ザグレブ | 8                | プルヴァHNL      | 25               | 4                | -                | -                | 7                | 1                | 32               | 5                |
| 2012-13          | ディナモ・ザグレブ | 8                | プルヴァHNL      | 11               | 1                | -                | -                | 1                | 0                | 12               | 1                |
| イタリア         | イタリア           | イタリア         | イタリア         | リーグ戦         | リーグ戦         | イタリア杯       | イタリア杯       | オープン杯       | オープン杯       | 期間通算         | 期間通算         |
| 2012-13          | インテル           | 10               | セリエA          | 13               | 0                | 1                | 0                | -                | -                | 14               | 0                |
| 2013-14          | インテル           | 10               | セリエA          | 32               | 0                | 3                | 0                | -                | -                | 35               | 0                |
| 2014-15          | インテル           | 10               | セリエA          | 35               | 5                | 1                | 0                | -                | -                | 36               | 5                |
| スペイン         | スペイン           | スペイン         | スペイン         | リーグ戦         | リーグ戦         | 国王杯           | 国王杯           | オープン杯       | オープン杯       | 期間通算         | 期間通算         |
| 2015-16          | レアル・マドリード | 16               | ラ・リーガ       | 25               | 0                | 1                | 0                | -                | -                | 26               | 0                |
| 2016-17          | レアル・マドリード | 16               | ラ・リーガ       | 27               | 1                | 4                | 0                | -                | -                | 31               | 1                |
| 2017-18          | レアル・マドリード | 23               | ラ・リーガ       | 21               | 0                | 5                | 0                | -                | -                | 26               | 0                |
| イングランド     | イングランド       | イングランド     | イングランド     | リーグ戦         | リーグ戦         | FLカップ         | FLカップ         | FAカップ         | FAカップ         | 期間通算         | 期間通算         |
| 2018-19          | チェルシー         | 17               | プレミアリーグ   | 32               | 0                | 5                | 0                | 2                | 0                | 39               | 0                |
| 2019-20          | チェルシー         | 17               | プレミアリーグ   | 31               | 1                | 1                | 0                | 6                | 0                | 38               | 1                |
| 2020-21          | チェルシー         | 17               | プレミアリーグ   | 27               | 0                | 2                | 0                | 3                | 0                | 32               | 0                |
| 2021-22          | チェルシー         | 8                | プレミアリーグ   | 25               | 2                | 5                | 0                | 5                | 0                | 35               | 2                |
| 2022-23          | チェルシー         | 8                | プレミアリーグ   | 27               | 1                | 1                | 0                | 1                | 0                | 29               | 1                |
| 2023-24          | マンチェスター・C  | 8                | プレミアリーグ   | 30               | 1                | 1                | 0                | 5                | 1                | 36               | 2                |
| 2024-25          | マンチェスター・C  | 8                | プレミアリーグ   | 31               | 6                | 1                | 0                | 3                | 0                | 35               | 6                |
| 通算             | クロアチア         | クロアチア       | プルヴァHNL      | 43               | 6                | -                | -                | 10               | 1                | 53               | 7                |
| 通算             | イタリア           | イタリア         | セリエA          | 80               | 5                | 5                | 0                | -                | -                | 85               | 5                |
| 通算             | スペイン           | スペイン         | ラ・リーガ       | 73               | 1                | 10               | 0                | -                | -                | 83               | 1                |
| 通算             | イングランド       | イングランド     | プレミアリーグ   | 203              | 11               | 16               | 0                | 25               | 1                | 244              | 12               |
| 総通算           | 総通算             | 総通算           | 総通算           | 399              | 23               | 31               | 0                | 35               | 2                | 465              | 25               |

### 代表
| クロアチア代表 | 国際Aマッチ | 国際Aマッチ |
| 年             | 出場        | 得点        |
| -------------- | ----------- | ----------- |
| 2013           | 7           | 0           |
| 2014           | 12          | 0           |
| 2015           | 5           | 1           |
| 2016           | 8           | 0           |
| 2017           | 5           | 0           |
| 2018           | 12          | 0           |
| 2019           | 7           | 0           |
| 2020           | 7           | 2           |
| 2021           | 12          | 0           |
| 2022           | 16          | 0           |
| 2023           | 6           | 2           |
| 2024           | 11          | 0           |
| 2025           | 2           | 0           |
| 通算           | 110         | 5           |

#### ゴール
| #  | 年月日         | 開催地                                                     | 対戦国       | 勝敗 | 試合概要                               |
| -- | -------------- | ---------------------------------------------------------- | ------------ | ---- | -------------------------------------- |
| 1. | 2015年6月7日   | スタディオン・ヴァルテクス（ヴァラジュディン）             | ジブラルタル | ○4-0 | 親善試合                               |
| 2. | 2020年11月17日 | スタディオン・ポリュド（スプリト）                         | ポルトガル   | ●2-3 | UEFAネーションズリーグ2020-21・リーグA |
| 3. | 2020年11月17日 | スタディオン・ポリュド（スプリト）                         | ポルトガル   | ●2-3 | UEFAネーションズリーグ2020-21・リーグA |
| 4. | 2023年3月28日  | ブルサ・ビュユクシェヒル・ベレディエ・スタデュム（ブルサ） | トルコ       | ○2-0 | UEFA EURO 2024予選・グループD          |
| 5. | 2023年3月28日  | ブルサ・ビュユクシェヒル・ベレディエ・スタデュム（ブルサ） | トルコ       | ○2-0 | UEFA EURO 2024予選・グループD          |

## タイトル

### クラブ
ディナモ・ザグレブ
- プルヴァHNL（2010-11, 2011-12）
- クロアチア・カップ（2010-11, 2011-12）

レアル・マドリード
- UEFAチャンピオンズリーグ（2015-16, 2016-17, 2017-18）
- UEFAスーパーカップ（2016, 2017）
- FIFAクラブワールドカップ（2016, 2017）
- ラ・リーガ（2016-17）
- スーペルコパ・デ・エスパーニャ（2017）

チェルシー
- UEFAヨーロッパリーグ（2018-19）
- UEFAチャンピオンズリーグ（2020-21）
- UEFAスーパーカップ（2021）
- FIFAクラブワールドカップ（2021）

マンチェスター・シティ
- UEFAスーパーカップ（2023）
- FIFAクラブワールドカップ（2023）
- プレミアリーグ（2023-24）
- FAコミュニティ・シールド（2024）

### 個人
- クロアチア年間最優秀若手選手（2011）
- プレミアリーグ月間最優秀ゴール（英語版）（2022年1月）[10]